# Allons (Alpes-de-Haute-Provence)
Allons település Franciaországban, Alpes-de-Haute-Provence megyében. Lakosainak száma 125 fő (2022. január 1.). Allons Angles, Annot, Le Fugeret, Méailles, La Mure-Argens, Saint-André-les-Alpes, Thorame-Haute és Vergons községekkel határos.

## Népesség
A település népességének változása:
| Lakosok száma | 64   | 62   | 73   | 120  | 145  | 154  | 143  | 133  | 128  | 125  |
|               | 1968 | 1982 | 1990 | 2006 | 2013 | 2015 | 2017 | 2019 | 2020 | 2022 |